# Walid bin Abdulkarim Al-Khuraiji
Walid bin Abdulkarim Al-Khuraiji (arabisch وليد بن عبد الكريم الخريجي, DMG Walīd b. ʿAbd al-Karīm al-Ḫuraiǧī; * 1958 in Medina) ist ein saudischer Diplomat. Er war 51 Tage Landwirtschaftsminister, ist Mitglied der saudischen Schura und der derzeitige saudische Botschafter in Ankara.

## Studium
Er schloss das Studium des Bauingenieurwesens an der Universität Miami 1982 als Bachelor ab.

## Werdegang
Von 1982 bis 1984 war er Bauleiter des saudischen Landwirtschaftsministeriums bei der Trinkwasserversorgung von Riad.
Von 1984 bis 1989 war er Technischer Leiter bei der Errichtung von technischer Infrastruktur des Ministeriums für Landwirtschaft und Wasser in Rafha, Zulfi, Khamis Mushait, Hafr Al-Batin und Onaiza.
Von 1989 bis 1990 war er Assistent des Ständigen Vertreters des Königreichs beim Welternährungsprogramm der Vereinten Nationen in Rom.
Von 1990 bis 1994 war er Ständiger Vertreter des Königreichs beim Welternährungsprogramm der Vereinten Nationen in Rom.
Von 1995 bis 2002 war er Generaldirektor der Landwirtschafts- und Wasserregimes in der Provinz Mekka.
Von 2002 bis 2009 war er Botschafter in Den Haag und Ständiger Vertreter des Königreichs bei der Organisation für das Verbot chemischer Waffen.
Von 2013 bis 2014 war er Vizepräsident des Internationalen Getreiderats.
Von 2014 bis 2015 war er Präsident des Internationalen Getreiderates.
Von 2009 bis 2014 leitete er einen Getreidesilo- und Mehlmühlen-Konzern.
Vom 8. Dezember 2014 bis am 29. Januar 2015 war er Landwirtschaftsminister.
Am 14. Februar 2015 berief ihn Salman ibn Abd al-Aziz zum Mitglied seiner Schura.
Seit 17. April 2017 ist er Botschafter in Ankara.
Am 3. Oktober 2018 wurde er in das türkische Außenministerium geladen, um sich zum Verbleib des Journalisten Jamal Khashoggi zu äußern. Er erklärte, dass Parteien, Medien und Journalisten daran arbeiten, die türkisch-saudischen Beziehungen zu sabotieren, die er als verwurzelt und unverwechselbar bezeichnete. Er wies auf Investitionen Saudi-Arabiens in der Türkei in allen Bereichen hin, einschließlich der Banken, Telekommunikation, Energie sowie große Investitionen in Immobilien. Er erklärte, 2016 seien 660 bebaute Immobilien durch Saudis erworben worden, womit in Bezug auf die Anzahl unter den arabischen Investitionsnationen der zweite Platz und der erste Platz in Bezug auf den Immobilienwert erreicht wurde. Er wies auf die gemeinsame Sicherheitszusammenarbeit hin, um die Sicherheit von Saudi-Touristen und Investitionsschutz zu gewährleisten.

## Mitgliedschaften
- 2012–2014: Mitglied des Board of Directors der saudischen Gesellschaft für landwirtschaftliche Investitionen und Tierproduktion – Salik
- 1995–2002 Mitglied des Rates der Provinz Mekka.
- 1995–2002: Mitglied des Regierungsrates von Dschidda.
- 1995–2002: Vorsitzender des Ständigen Ausschusses für Forschung und Ausbau der Landwirtschaft in der Provinz Mekka.
- 1995–2002: Stellvertretender Vorsitzender des Komitees für wirtschaftliche Entwicklung in der Provinz Mekka.
- 1995–2002: Mitglied des Ausschusses für Dienstleistungen und Einrichtungen im Rat der Provinz Mekka.
- 1995–2002 Mitglied der Geschäftsleitung der Wasser- und Abwasserabteilung in Mekka.
- 1995–2002 Mitglied des Komitees des Kuhmilchproduktionbetriebes Almarai in der Provinz Mekka.
- 1990–1994 Mitglied des Rentenausschusses des Internationalen Fonds für landwirtschaftliche Entwicklung.
- Mitglied des Vorbereitungskomitees des Ministeriums für Materialversorgung